# Tomoe Kato
Tomoe Sakai-Kato (27 de maio de 1978) é uma ex-futebolista profissional japonesa que atuava como meia.

## Carreira
Tomoe Kato fez parte do elenco da Seleção Japonesa de Futebol Feminino, nas Olimpíadas de 2004 e 2008. 